# Cepola haastii
Cepola haastii är en fiskart som först beskrevs av Hector, 1881.  Cepola haastii ingår i släktet Cepola och familjen Cepolidae. Inga underarter finns listade i Catalogue of Life.